# احمد ابراهیم
احمد ابراهیم (انگلیسی: Ahmat Brahim؛ زادهٔ ۸ دسامبر ۱۹۸۲) بازیکن فوتبال اهل چاد بود.
وی همچنین در تیم ملی فوتبال چاد بازی کرده است.